# Zagrađe (Travnik)
Pour les articles homonymes, voir Zagrađe.
Zagrađe (en cyrillique : Заграђе) est un village de Bosnie-Herzégovine. Il est situé dans la municipalité de Travnik, dans le canton de Bosnie centrale et dans la fédération de Bosnie-et-Herzégovine. Selon les premiers résultats du recensement bosnien de 2013, il compte 456 habitants.

## Géographie
Le village est situé sur les pentes orientales du mont Vlašić.

## Démographie

### Évolution historique de la population dans la localité
| 1948 | 1953 | 1961 | 1971 | 1981 | 1991 | 2013 |
| ---- | ---- | ---- | ---- | ---- | ---- | ---- |
| -    | -    | 427  | 490  | 545  | 631  | 456  |

|  |

### Communauté locale
En 1991, la communauté locale de Zagrađe comptait 813 habitants, répartis de la manière suivante :